# Винеровский процесс
Винеровский процесс в теории случайных процессов — это математическая модель броуновского движения или случайного блуждания с непрерывным временем.

## Определение
Случайный процесс {\displaystyle W_{t}}, где {\displaystyle t\geq 0} называется винеровским процессом, если
1. {\displaystyle W_{0}=0} почти достоверно.
2. {\displaystyle W_{t}} — процесс с независимыми приращениями.
3. {\displaystyle W_{t}-W_{s}\sim \mathrm {N} (0,\sigma ^{2}(t-s))}, {\displaystyle \forall 0\leq s<t<\infty },

где {\displaystyle \mathrm {N} (0,\sigma ^{2}(t-s))} — нормальное распределение со средним {\displaystyle 0} и дисперсией {\displaystyle \sigma ^{2}(t-s)}.
Величину {\displaystyle \sigma ^{2}}, постоянную для процесса, далее будем считать равной {\displaystyle 1}.
Эквивалентное определение:
1. {\displaystyle W_{t}} — гауссовский процесс.
2. {\displaystyle \mathbb {E} W_{t}=0}, {\displaystyle \forall t\geqslant 0}.
3. {\displaystyle {\text{cov}}(W_{t},W_{s})=\min(t,s)}, {\displaystyle \forall t,s\geqslant 0}.

## Непрерывность траекторий
Существует единственный винеровский процесс такой, что почти все его траектории всюду непрерывны. Поскольку обычно рассматривают именно этот процесс, то часто условие непрерывности траекторий включают в определение винеровского процесса.

## Свойства винеровского процесса
- {\displaystyle W_{t}} — гауссовский процесс.
- {\displaystyle W_{t}} — марковский процесс.
- {\displaystyle W_{t}\sim \mathrm {N} (0,t)}. Соответственно {\displaystyle \mathbb {E} [W_{t}]=0} и {\displaystyle \mathrm {D} [W_{t}]=t}.
- {\displaystyle \mathrm {cov} (W_{s},W_{t})=\min(s,t)}.
- {\displaystyle W_{t}} и {\displaystyle \exp(W(t)-t/2)} — мартингалы. Здесь под мартингалом мы понимаем {\displaystyle \mathbb {E} [W_{t}|W_{s},s\leqslant \tau ]=EW_{\tau }}
- Если {\displaystyle W_{t}} — винеровский процесс, то {\displaystyle tW_{1/t},t>0} и {\displaystyle 0,t=0}, также будет винеровским.

Демонстрация масштабной инвариантности винеровского процесса при уменьшении c.

- Винеровский процесс масштабно инвариантен или самоподобен. Если {\displaystyle W_{t}} — винеровский процесс, и {\displaystyle c>0}, то

{\displaystyle V_{t}={\frac {1}{\sqrt {c}}}W_{ct}}
также является винеровским процессом.
- Корреляционная функция для производной винеровского процесса является дельта-функцией.
- Траектории винеровского процесса нигде не дифференцируемы почти наверное. Производная (в обобщённом смысле) винеровского процесса — нормальный белый шум.
- Для любого заданного отрезка траектории винеровского процесса — функции неограниченной вариации на этом отрезке почти наверное.
- Для винеровского процесса справедлив закон повторного логарифма.

{\displaystyle \limsup \limits _{t\rightarrow \infty }{\frac {W_{t}}{\sqrt {2t\ln \ln t}}}=1} почти наверное.
- {\displaystyle \int \limits _{0}^{t}W_{s}ds\sim N(0,t^{3}/3)}

## Многомерный винеровский процесс
Многомерный ({\displaystyle n}-мерный) винеровский процесс {\displaystyle \mathbf {W} _{t}} — это {\displaystyle \mathrm {R} ^{n}}-значный случайный процесс, составленный из {\displaystyle n} независимых одномерных винеровских процессов, то есть
{\displaystyle \mathbf {W} _{t}=\left(W_{t}^{1},\ldots ,W_{t}^{n}\right)^{\top },\quad t\geq 0},
где процессы {\displaystyle \left\{W_{t}^{i}\right\},\;i=1,\ldots ,n} совместно независимы.

## Связь с физическими процессами
Винеровский процесс описывает броуновское движение частицы, совершающей беспорядочные перемещения под влиянием ударов молекул жидкости. Константа {\displaystyle \sigma ^{2}} при этом зависит от массы частицы и вязкости жидкости.